# Stuttgarter Kickers
Stuttgarter Kickers är en fotbollsklubb från Stuttgart, startad 21 september 1899 som FC Stuttgarter Cickers.
Kickers har spelat många säsonger i 2. Bundesliga och enstaka i Bundesliga. Många spelare i Kickers har gått vidare till Stuttgarts storlag VfB Stuttgart. 

## Spelartruppen
Uppdaterad: 1 november 2015
| Nr | Land      | Pos | Namn                       |
| -- | --------- | --- | -------------------------- |
| 1  | Tyskland  | MV  | Korbinian Müller           |
| 2  | Tyskland  | F   | Tobias Pachonik            |
| 4  | Tyskland  | F   | Hendrik Starostzik         |
| 5  | Tyskland  | F   | Manuel Bihr                |
| 6  | Tyskland  | MF  | Sandrino Braun             |
| 7  | Italien   | MF  | Marco Calamita             |
| 8  | Tyskland  | MF  | Gerrit Müller              |
| 9  | Italien   | A   | Elia Soriano               |
| 10 | Italien   | MF  | Vincenzo Marchese (Kapten) |
| 11 | Frankrike | MF  | Lhadji Badiane             |
| 12 | Rumänien  | MF  | Andreas Ivan               |
| 16 | Tyskland  | MF  | Fabio Leutenecker          |
| 17 | Litauen   | MF  | Gratas Sirgėdas            |

| Nr | Land      | Pos | Namn                |
| -- | --------- | --- | ------------------- |
| 18 | Tyskland  | MF  | Marco Gaiser        |
| 19 | Tyskland  | A   | Daniel Engelbrecht  |
| 21 | Tyskland  | F   | Marc Stein          |
| 23 | Tyskland  | MF  | Daniel Kaiser       |
| 24 | Bulgarien | MF  | Edisson Jordanov    |
| 25 | Italien   | F   | Alessandro Abruscia |
| 26 | Tyskland  | MV  | Rouven Sattelmaier  |
| 27 | Tyskland  | F   | Fabian Baumgärtel   |
| 28 | Tyskland  | MF  | Bentley Baxter Bahn |
| 33 | Tyskland  | MF  | Markus Mendler      |
| 37 | Tyskland  | A   | Manuel Fischer      |
| 38 | Tyskland  | MV  | Carl Klaus          |
| 40 | Tyskland  | A   | Erich Berko         |

## Kända spelare
- Jürgen Klinsmann
- Guido Buchwald